# Carbonita
Carbonita là một đô thị thuộc bang Minas Gerais, Brasil. Đô thị này có diện tích 1454,935 km², dân số năm 2007 là 10145 người, mật độ 6,6 người/km².